# Dicynodontoides
Dicynodontoides es un género extinto de dicinodonto proveniente del Pérmico Tardío del valle Ruhuhu en Tanzania (especie D. nowacki) y del Karoo en Sudáfrica (especie D. recurvidens), ambos en África.